# Salvator Mundi (pictură de Leonardo da Vinci)
 Salvator Mundi  este o pictură a lui Hristos ca Salvator Mundi (Mântuitorul lumii), atribuită de majoritatea cercetătorilor lui Leonardo da Vinci, de la redescoperirea sa în 2005. Există alți cercetători care resping aceasta ipoteză. Mult timp a fost crezută pierdută, dar după regăsirea sa, a fost restaurată și expusă în 2011. Pictura îl prezintă pe Hristos, în îmbrăcăminte renascentistă, oferind o binecuvântare cu mâna dreaptă ridicată și cu degetele încrucișate, în timp ce în mâna stângă ține o sferă de cristal. Pictura a fost vândută la licitație la 15 noiembrie 2017, pentru suma de 450.300.000 de dolari americani, ceea ce face ca acesta să fie cel mai scump tablou vândut vreodată.

## Istoric
Se crede că Leonardo da Vinci a început pictura în timp ce se afla sub patronajul lui Ludovic al XII-lea al Franței între 1506 și 1513. Ulterior se pare că a fost deținută de Carol I al Angliei și consemnată în colecția sa de artă în 1649, înainte de a fi scoasă la licitație de către fiul ducelui de Buckingham și Normanby în 1763. Următoarea apariție a picturii este consemnată în 1900, când a fost achiziționată de un colecționar britanic, Francis Cook, primul viconte de Monserrate. Pictura a fost deteriorată de la încercările anterioare de restaurare, iar paternitatea era neclare. Descendenții lui Cook a vândut-o la licitație în 1958 pentru £ 45.

### Achiziție 2005
În 2005, pictura a fost achiziționată de un consorțiu de comercianți de artă care îl includeau pe Robert Simon, un specialist în Vechii Maeștri. Aceasta a fost puternic supravopsită, astfel încât arăta ca o copie, și a fost descrisă ca fiind „o epavă, întunecată și sumbră“. Apoi a fost restaurată și autentificată ca fiind un tablou de Leonardo. A fost expusă de National Gallery din Londra în timpul expoziției Leonardo da Vinci: pictor la curtea din Milano din noiembrie 2011 până în februarie 2012. În 2013, tabloul a fost vândut unui colectionar rus Dmitry Ribolovlev pentru 127.500.000 dolari americani, prin intermediul comerciantului elvețian Yves Bouvier.

### Achiziție, noiembrie 2017
Acesta a fost vândut la o licitație ținută la casa de licitații Christie's din New York, în noiembrie 2017 pentru suma de 450.300.000 dolari americani, un nou preț record pentru o operă de artă. Prețul a fost mai mare cu 250% față de cel plătit inițial de proprietar în 2013. Cumpărătorul nu a fost dezvăluit.
Potrivit Wall Street Journal, cumpărătorul picturii ar fi fost prințul saudit Badr ben Abdallah, acționând în numele puternicului prinț moștenitor saudit Mohammed bin Salman. Acesta nu a confirmat sau infirmat niciodată informația.

## Atribuirea și disputarea apartenenței
Pictura a fost comparată, și s-a spus că este mai bună decât alte douăzeci de versiuni Salvator Mundi. Mai multe caracteristici din pictură au dus la atribuirea tabloului lui Da Vinci: un număr de repictări sunt evidente, mai ales poziția degetului mare. De asemenea, tehnica sfumato, este tipică pentru mai multe lucrări ale lui Da Vinci. Modul în care zulufii din păr și lucrătura nodurilor de-a lungul hainei au fost aranjate sunt, de asemenea, considerate ca un indicator al stilului lui Leonardo. Mai mult, pigmenții și panoul de nuc pe care a fost executată lucrarea sunt în concordanță cu alte picturi ale lui. În plus, mâinile din pictură sunt foarte detaliate, lucru pentru care Leonardo este cunoscut: ar diseca membrele defunctului pentru a le studia și a face părți ale corpului într-o manieră extrem de realistă.
Expertul în subiectul Da Vinci, Martin Kemp, care a contribuit la autentificarea lucrărilor, a spus că el știa imediat după prima vizionare a picturii restaurate că era lucrarea lui Leonardo: „A avut acest tip de prezență pe care picturile lui Leonardo le au ... acea stranietate pe care le manifestă picturile din cariera târzie ale lui Leonardo."

Există, de asemenea, persoane care pun la îndoială atribuirea tabloului lui Da Vinci, și subliniază anumite aspecte ale picturii. De exemplu, Walter Isaacson, în biografia lui despre Leonardo da Vinci, a scris că sfera pe care Hristos o ține nu corespunde cu modul în care o sferă ar arăta în mod realist, precizând:

„Într-un sens, acesta este redat cu precizie științifică frumoasă, dar Leonardo nu a reușit să picteze distorsiunea care are loc atunci când te uiți printr-o sferă solidă clară la obiecte care nu ating sfera. Sticla solidă sau cristalul, fie în formă de sferă sau de lentilă, produce imagini inversate și amplificate. În schimb, Leonardo a pictat cristalul ca și cum ar fi un balon de sticlă gol care nu refractează sau distorsionează lumina care trece prin ea. "

Michael Daley, directorul ArtWatchUK, de asemenea, a avut îndoieli cu privire la autenticitatea picturii. El a menționat că nu există practic nici o dovadă care demonstrează că Leonardo a fost implicat vreodată în pictarea un subiect Salvator Mundi, contestând astfel importantul argument în favoarea atribuirii picturii lui Leonardo, și anume că pictura conține repictări și din acest motiv trebuie să fie atribuită însuși Leonardo. Daley este de părere că pictura Salvator Mundi este prototipul unui subiect pictat de Leonardo: „Această căutare a unui tablou prototip semnat Leonardo ar putea părea discutabil sau în zadar: în literatura de specialitate despre Leonardo da Vinci nu există nici o consemnare documentară ca artistul să fi fost vreodată implicat într-un astfel de proiect de pictură. "
Jacques Franck, un istoric francez și specialist Da Vinci, care a verificat tabloul în afara ramei de mai multe ori a declarat: „Compoziția nu este a lui Leonardo, el prefera mișcarea răsucită. Este o bună lucrare de studio, cu puțin din Leonardo în cel mai bun caz.“.

## Copii ale lucrării lui Leonardo da Vinci

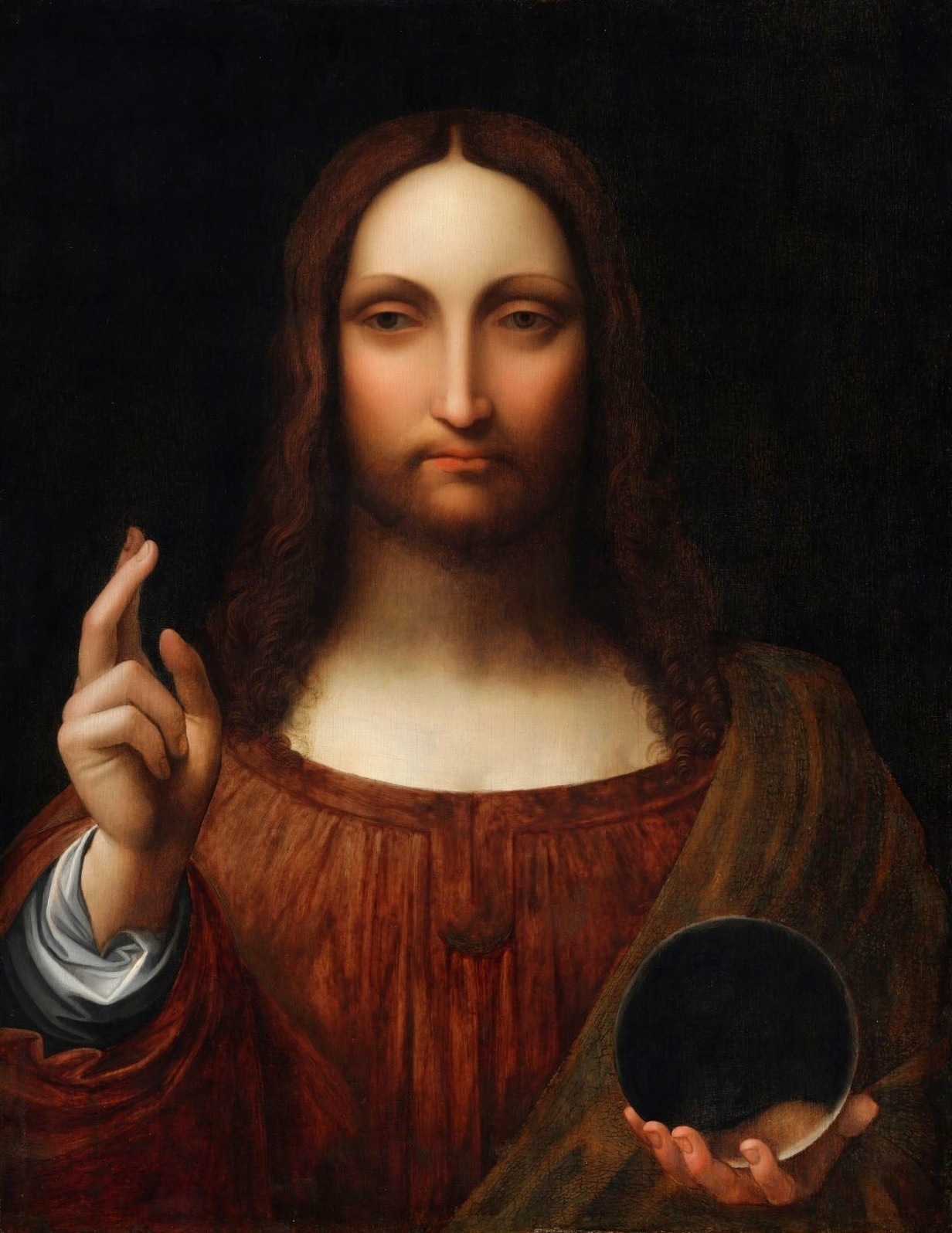
Copie contemporană de Cesare da Sesto (1516–17), Palatul Wilanów, Varșovia
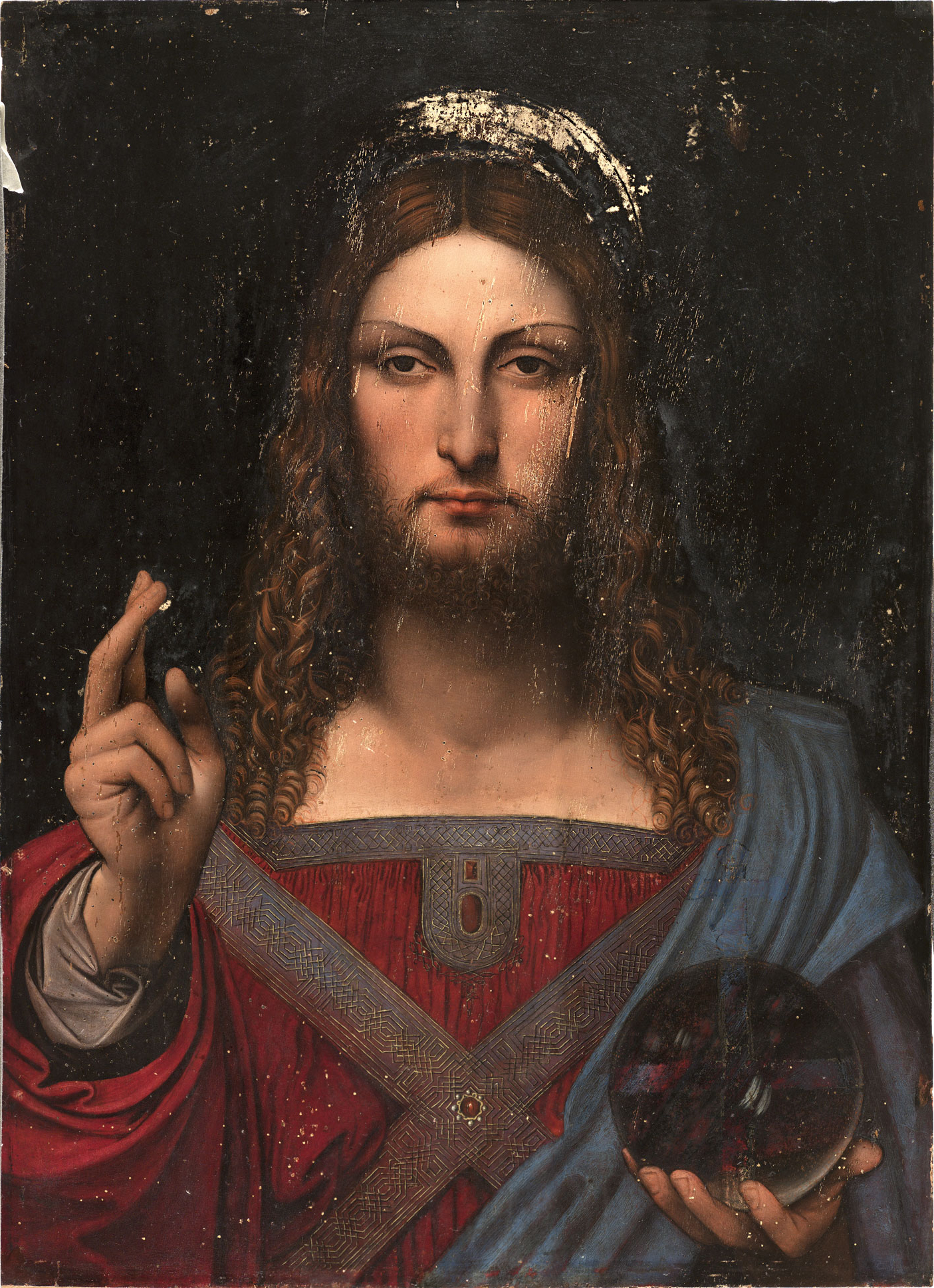
Copie a unui membru al Școlii lui Leonardo (locație necunoscută)
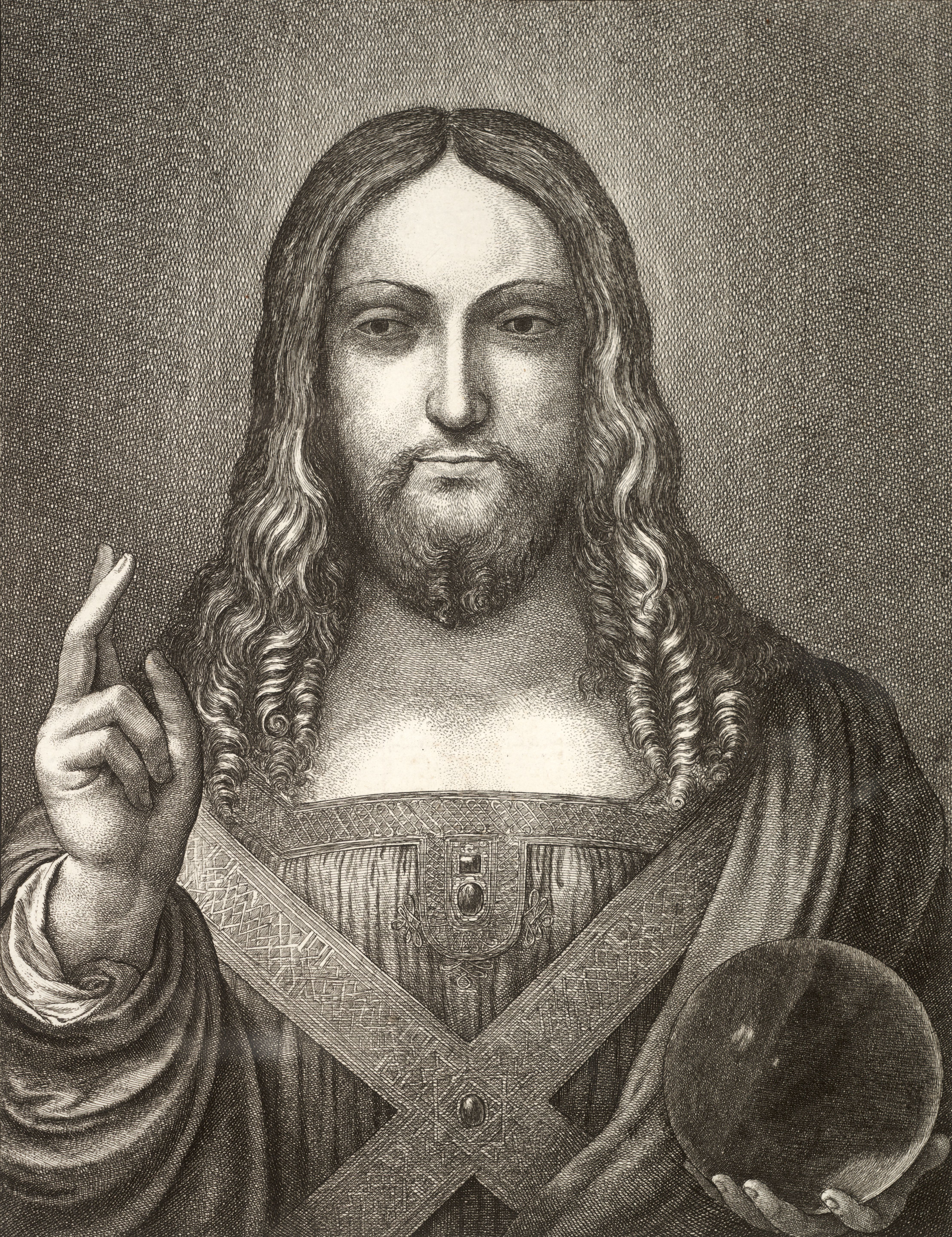
Gravură de Wenceslaus Hollar (1607–1677), Univesitatea Toronto
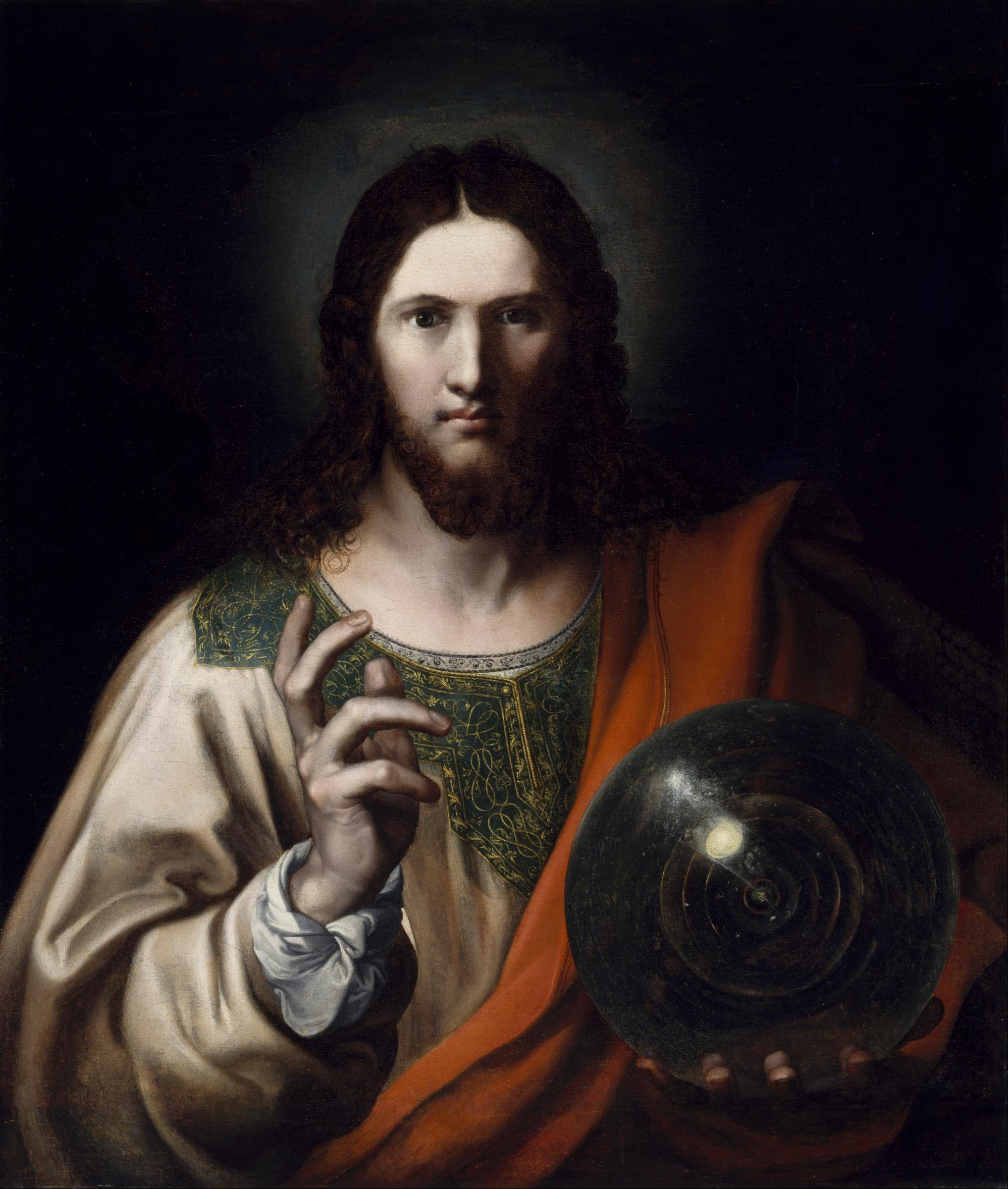
Copie a unui artist flamand necunoscut (c. 1750–1775), Muzeul de arte frumoase, Houston